# Districtul Tapolca
Tapolca (în maghiară Tapolcai járás) este un district în județul Veszprém, Ungaria.
Districtul are o suprafață de 540,3 km2 și o populație de 34.689 locuitori (2013).